# Karmeliter-Klosterkirche Mariä Verkündigung (Hirschhorn)

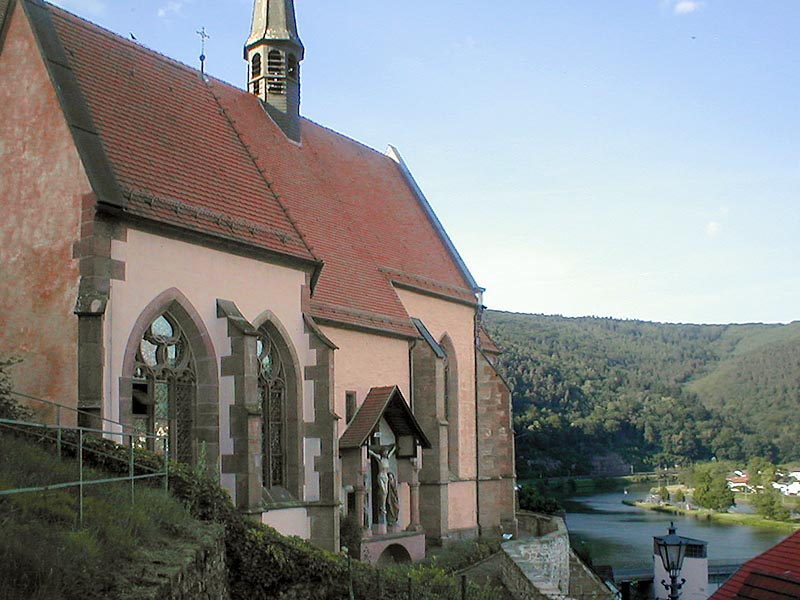
Klosterkirche in Hirschhorn

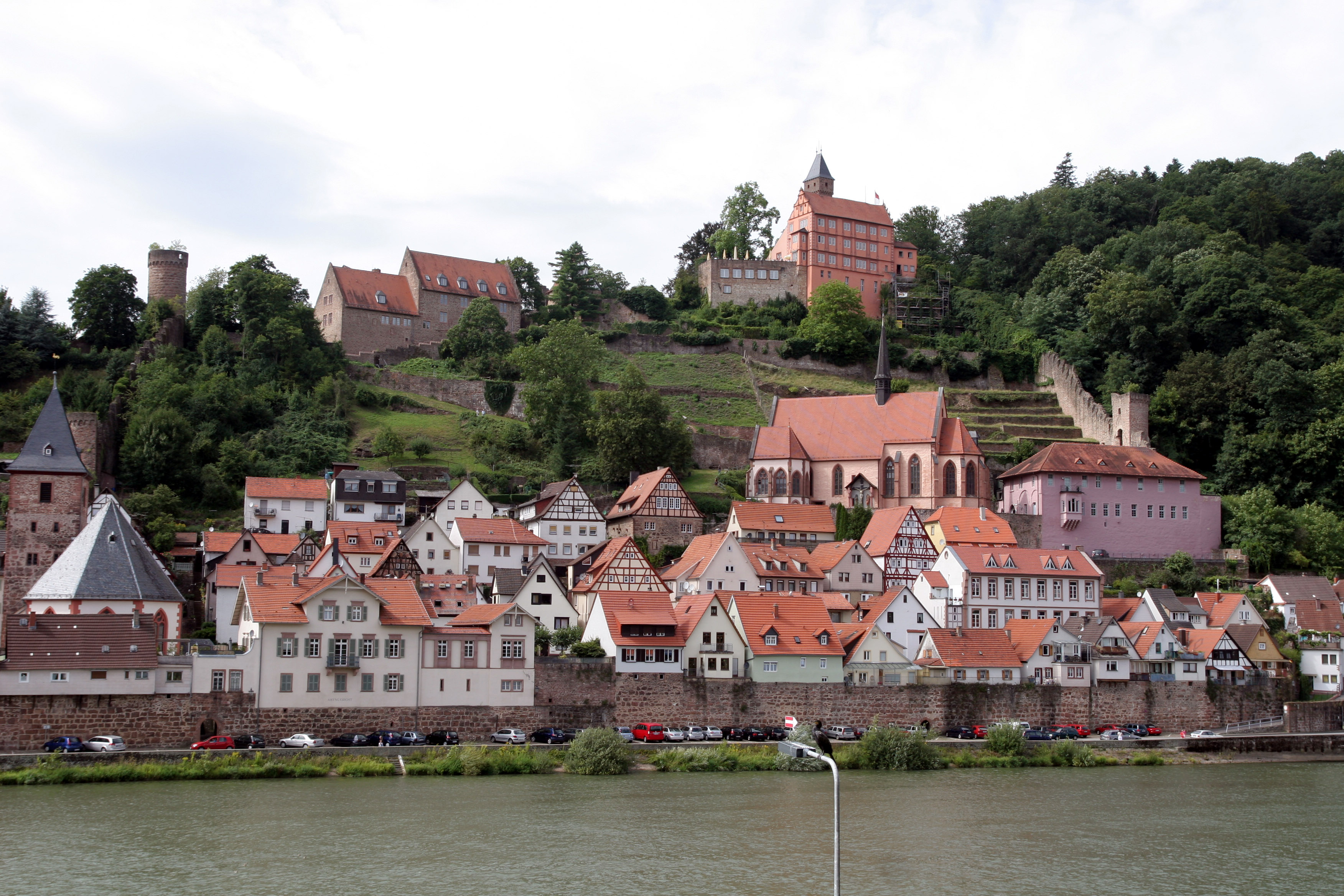
Die Klosterkirche liegt direkt unterhalb der Burg, rechts von der Kirche ist das Klostergebäude

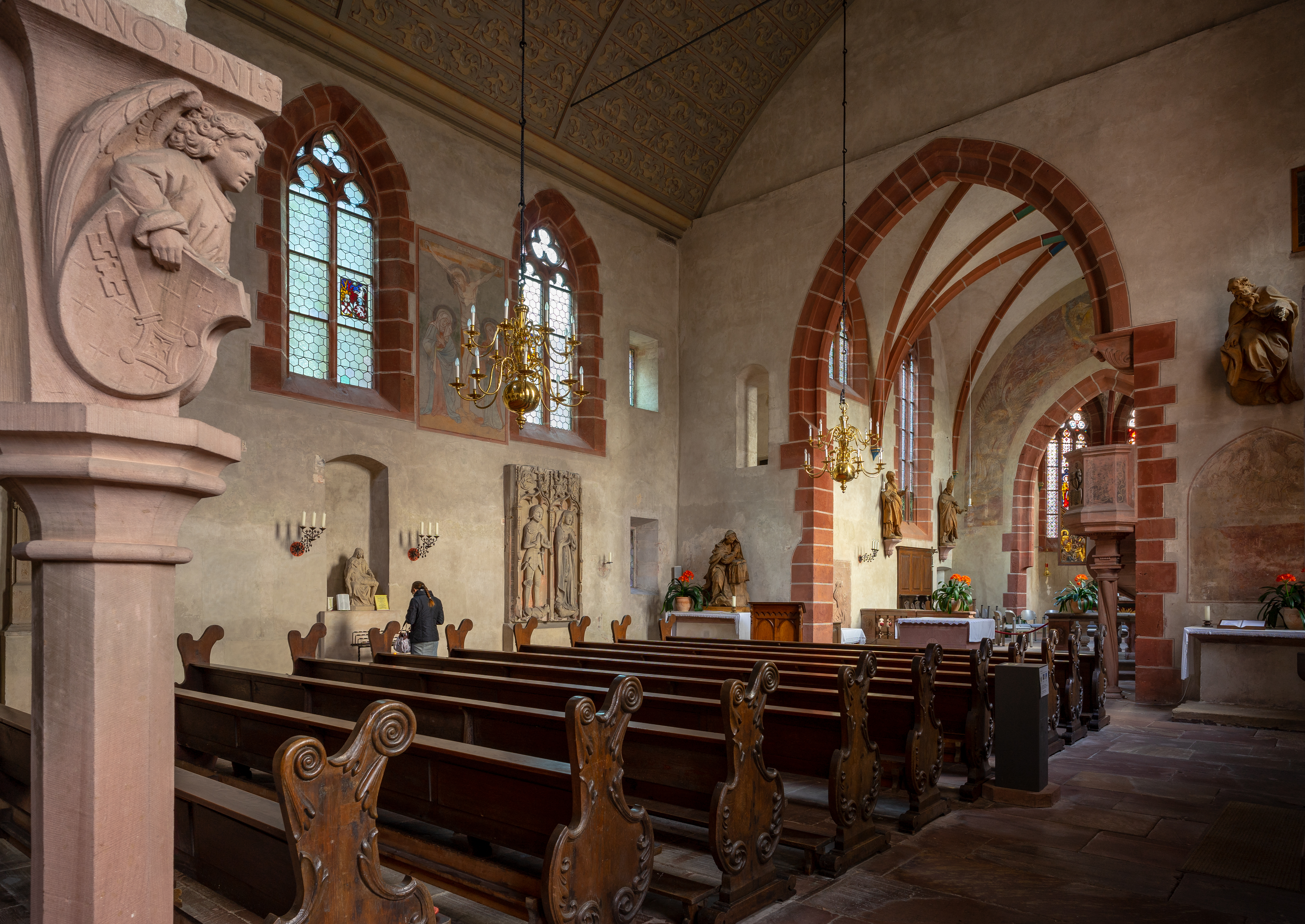
Innenansicht der Klosterkirche

Die Karmeliter-Klosterkirche Mariä Verkündigung in Hirschhorn am Neckar im Landkreis Bergstraße in Hessen ist eine spätgotische Klosterkirche unterhalb der Burg Hirschhorn. Das Kloster und die Kirche wurden von den Herren von Hirschhorn 1406 gestiftet und hatten seitdem eine bewegte Geschichte.

## Geschichte
Die Kirche wurde mitsamt dem benachbarten Kloster im Jahr 1406 von Hans V. von Hirschhorn mit seiner zweiten Frau Iland von Dhaun und seinen Brüdern Conrad und Eberhard gestiftet. Conrad von Hirschhorn war Domherr in Mainz bzw. Speyer und vermutlich die treibende Kraft hinter der Klostergründung, die bereits 1405 durch Papst Innozenz VII. genehmigt worden war. Die direkt unter der Burg Hirschhorn liegende Anlage wurde etwa ab 1400, vermutlich durch den Wimpfener Baumeister Heinrich Isenmenger, erbaut und den Karmeliten übergeben. Konvent und Kirche wurden in den folgenden Jahren durch weitere Hirschhornische Stiftungen erweitert. Zur finanziellen Absicherung des Klosters trug die Übertragung der Pfarreien in Eppingen und Hessloch bei. 1511 wurde an der Südseite des Langhauses der Kirche ein Anbau ergänzt, der 1515 zur St.-Anna-Kapelle ausgestaltet wurde.
Zwischen 1522 und 1529 beriefen die Herren von Hirschhorn einen protestantischen Pfarrer an die Kirche und verlangten von den Karmeliten, ihr Ordensgewand abzulegen. Die Karmeliten unterstanden ab 1530 dem Schutz Kaiser Karls V. und wurden von den Ortsherren zunächst noch geduldet, bis Hans IX. von Hirschhorn nach 1543 das Kloster auflöste, das nach 1569 Witwensitz seiner Witwe Anna geb. Göler von Ravensburg wurde. Der Orden klagte unterdessen vor dem Kaiser und dem Reichskammergericht um den Besitz des Klosters, bekam dieses 1571 und 1596 zwar zugesprochen, aber der Bau blieb im Besitz der Hirschhorner. Auch in der Kirche zeigten diese ihren Machtanspruch, indem sie den Annenaltar entfernen und an seiner Stelle um 1590 eine Familiengruft einbauen ließen.
Im Dreißigjährigen Krieg ließ Friedrich III. von Hirschhorn ab 1628 eine neue evangelische Kirche, die heutige Marktkirche, errichten, da er einen Gewinn der katholischen Mächte vorhersah, der sich mit der Einsetzung des katholischen Statthalters Heinrich von Metternich in der Pfalz dann auch ereignete. 1629 musste Friedrich III. Kloster und Klosterkirche schließlich dem Karmelitenorden zurückgeben. Nach seinem Tod 1632 fiel Hirschhorn an Kurmainz zurück, woraufhin der Mainzer Bischof die Restitution des Klosters förderte, von dem dann die Rekatholisierung der umliegenden Gemeinden und inkorporierten Pfarreien ausging. Von 1636 bis 1732 diente die Klosterkirche als katholische Pfarrkirche der Stadt. 1689 wurde ein neuer Hochaltar errichtet. Bereits 1761–1765 wurde dieser durch einen barocken Hochaltar ersetzt, den der Heidelberger Bildhauer Johann Michael Düchert schuf. Nach einer Schießerei 1799 waren einige Pfeifen der Orgel beschädigt und mussten repariert werden.
1803 wurde das Karmelitenkloster aufgelöst und die Kirche geschlossen. Das Mobiliar wurde meistbietend verkauft. 1810 erwog die Verwaltung in Darmstadt sogar den Abriss der Klosterkirche, da der Unterhalt des Gebäudes kostspielig war. Am 17. März 1812 schenkte Großherzog Ludwig I. die Kirche der Stadt Hirschhorn, die ihrerseits ebenfalls einen Abriss erwog. 1840 fand nochmals eine Auktion von Inventar und Bauteilen der Kirche statt, so dass nur noch die Außenmauern erhalten waren. 1859 beschloss die Gemeinde dann doch die Erhaltung und Renovierung der Kirche, woraufhin sie um 1860 wieder behelfsmäßig überdacht wurde. 1886 schenkte die Stadt die Kirche der katholischen Kirchengemeinde, die schließlich bis 1910 eine umfassende Renovierung durchführte. Nach der Renovierung wurde die Kirche am 8. August 1910 wieder als Pfarrkirche geweiht. 1912 wurden die historischen Wandgemälde etwas aufgefrischt. 1969/70 wurden Teile der Decke renoviert und mehr an den ursprünglichen Bauzustand angepasst. Von 1998 an fand eine abermalige Renovierung statt.
Seit 2009 leben wieder drei Karmeliter im Kloster.

## Beschreibung

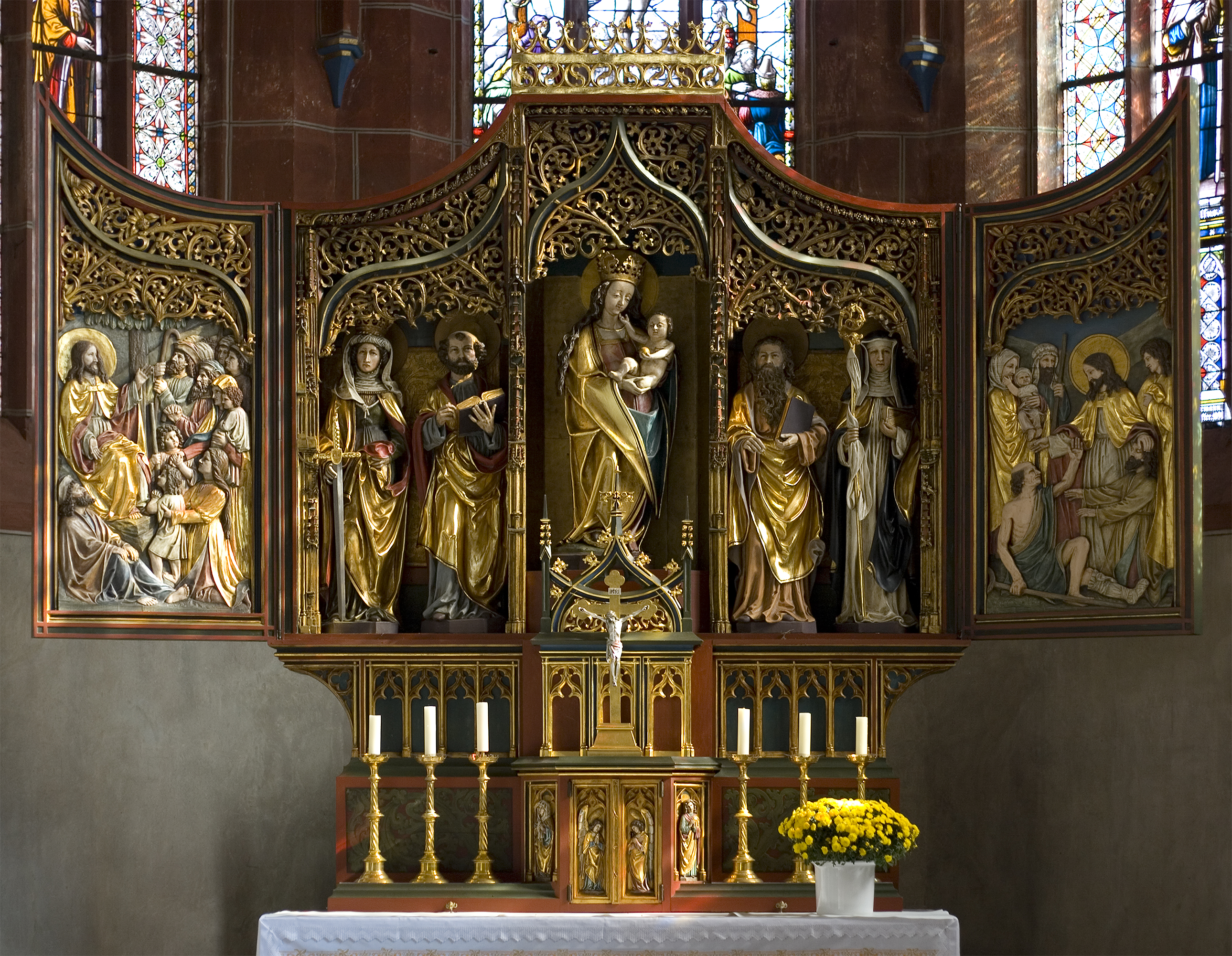
Der Hochaltar

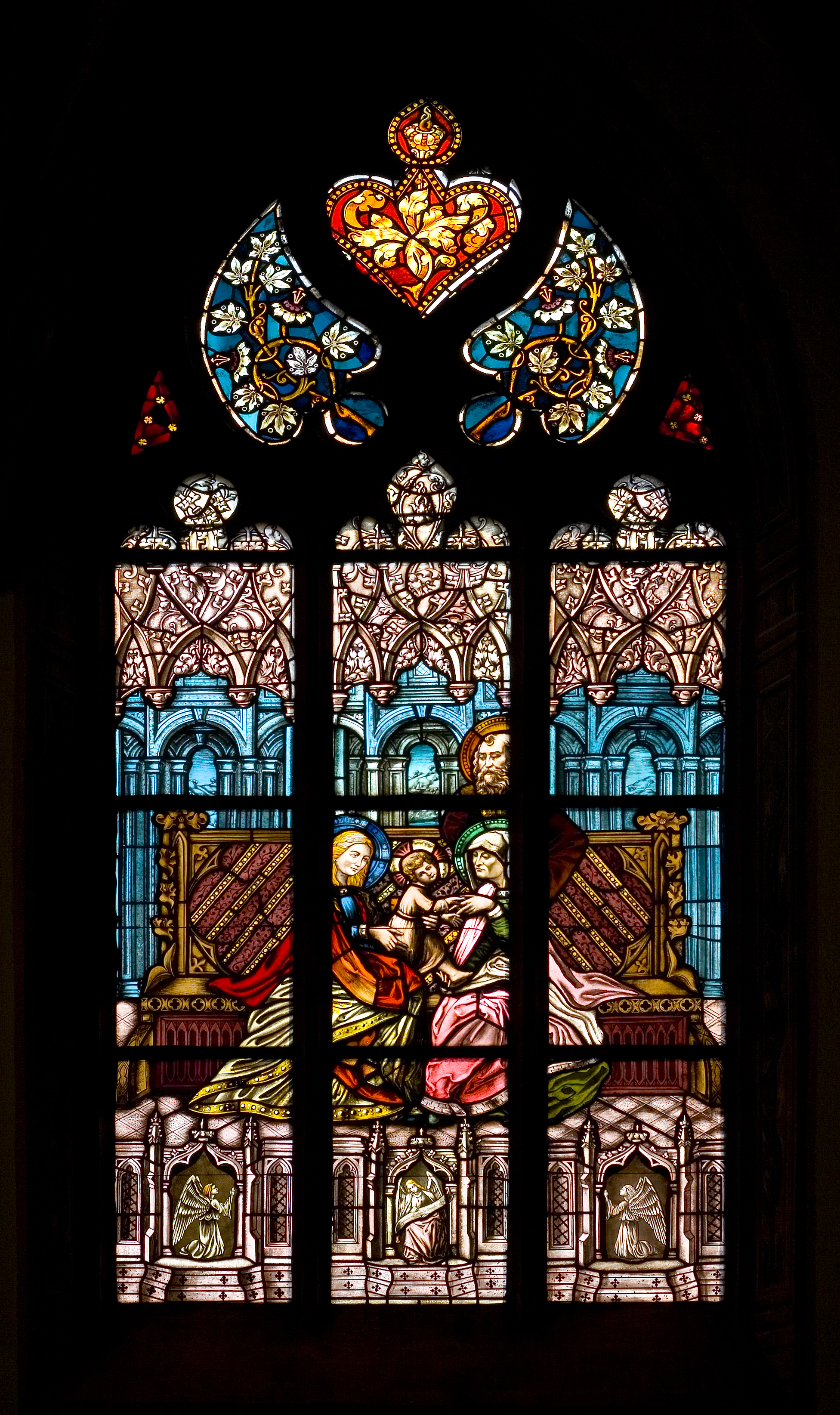
Kunstvolles Fenster

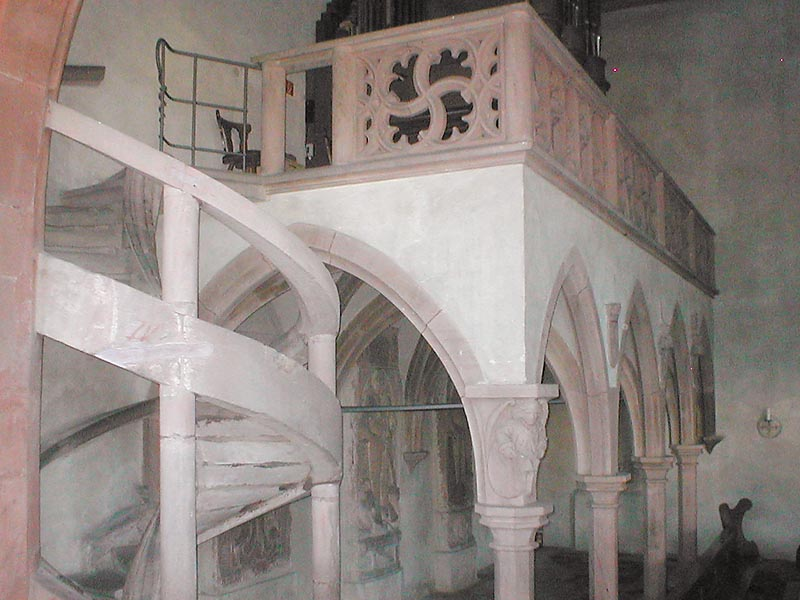
Lettner

Die Klosterkirche ist eine einschiffige Hallenkirche mit mittig aufgesetztem kleinen Türmchen. Der Chor ist nach Osten ausgerichtet. Der Schlussstein des Chorgewölbes zeigt das Wappen der Klosterstifter, der Herren von Hirschhorn. An der Westwand der Klosterkirche ist ein gotischer, aus Sandstein gearbeiteter Lettner, der sich ursprünglich vor dem Chor befand, spätestens 1618 jedoch an seinen heutigen Standort versetzt wurde. Der Hochaltar ist neugotisch. Von dem barocken, 1761–1765 von Johann Michael Düchert geschaffenen Hochaltar blieben einige Skulpturen erhalten, die heute einzeln in der Kirche aufgestellt sind. An der Südseite der Kirche ist die mit separatem Giebel versehene St.-Anna-Kapelle angebaut, die nach Süden hin zwei Maßwerkfenster aufweist. Das Deckengewölbe der Kapelle zeigt die Wappen derer von Hirschhorn und Handschuhsheim sowie unter anderem ein Porträt von Eucharius von Hirschhorn.
In der Klosterkirche sind einige Grabmale und Epitaphe der Herren von Hirschhorn erhalten. Das geschichtlich bedeutsamste Epitaph ist das für den Mitgründer des Klosters, Hans V. von Hirschhorn († 18. Nov. 1426) und seinen Sohn Philipp I. von Hirschhorn († 16. August 1436) an der Südwand des Vorchors. Künstlerisch bedeutend sind die Doppelgrabmale für Melchior von Hirschhorn († 1476) und Kunigunde von Oberstein († 1457) sowie für Hans VIII. von Hirschhorn († 1513) und Irmgard von Handschuhsheim († 1496), die die Verstorbenen jeweils als lebensgroße plastische Figuren zeigen. Unter dem Lettner sind drei Grabmale von Söhnen Hans’ VIII. aufgestellt: Philipp II. († 1522), Engelhard III. († 1529) und Georg († 1543). Ein weiteres Grabmal mit vollplastischer Ritterfigur zeigt Hans IX. († 1569), einen Sohn Engelhards III. Einst sollen sich wesentlich mehr Epitaphe in der Kirche befunden haben.

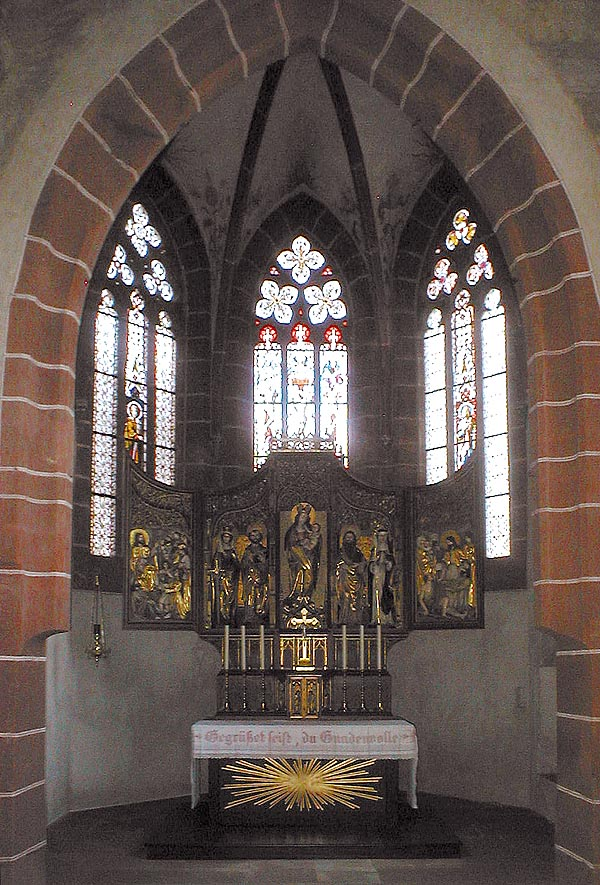
Chor mit Altar
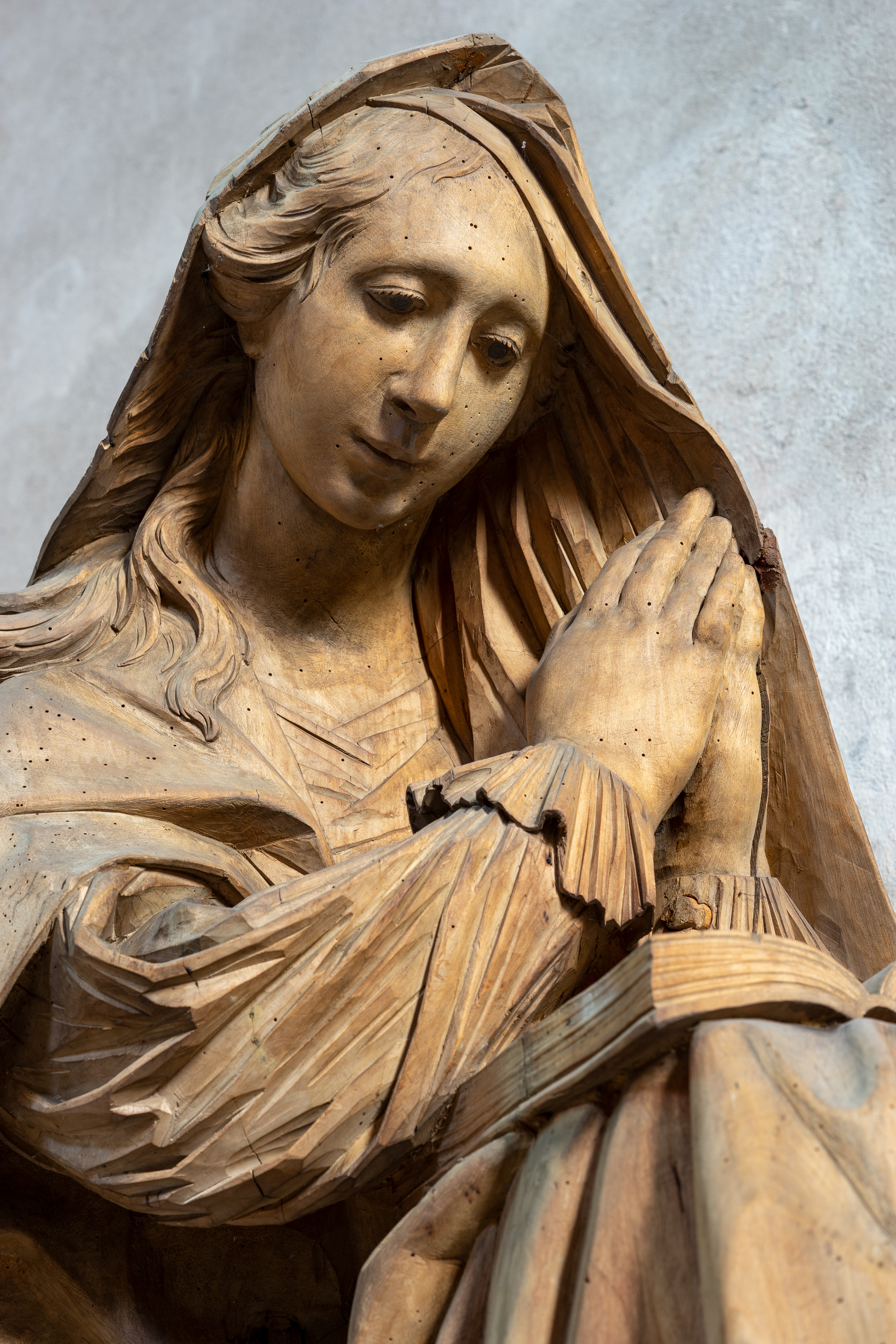
Marienstatue von Johann Michael Düchert, Fragment des ehemaligen Hochaltars
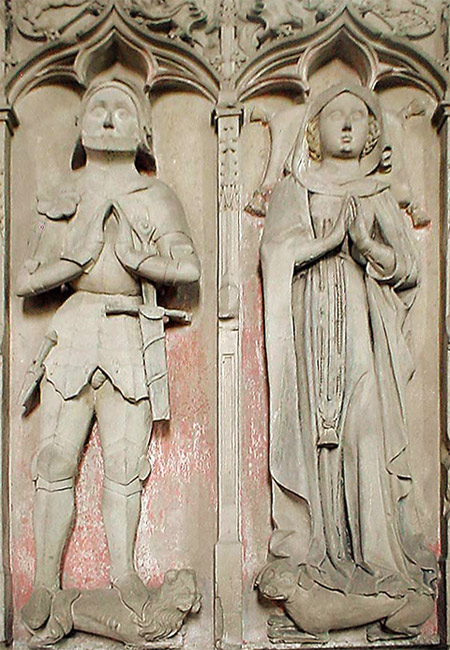
Epitaph Melchior von Hirschhorn und Kunigunde von Oberstein
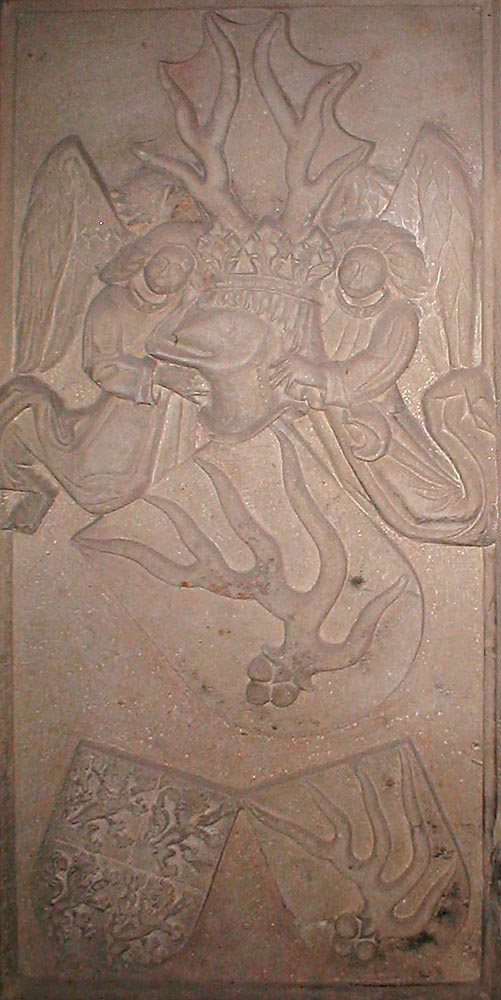
Epitaph Hans V. und Philipp I. von Hirschhorn
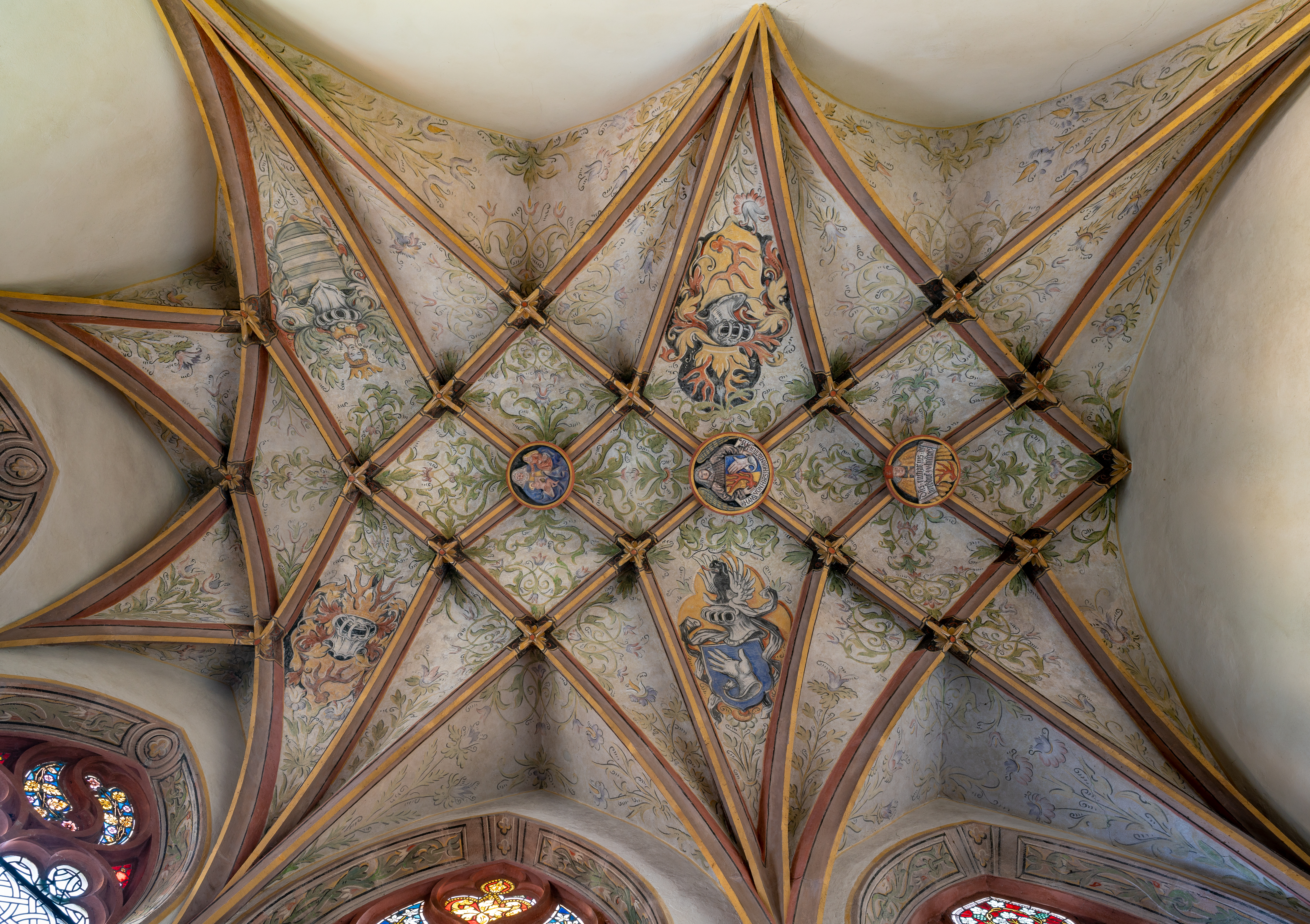
Deckengewölbe der St.-Anna-Kapelle